# Crimes contra a humanidade sob regimes comunistas

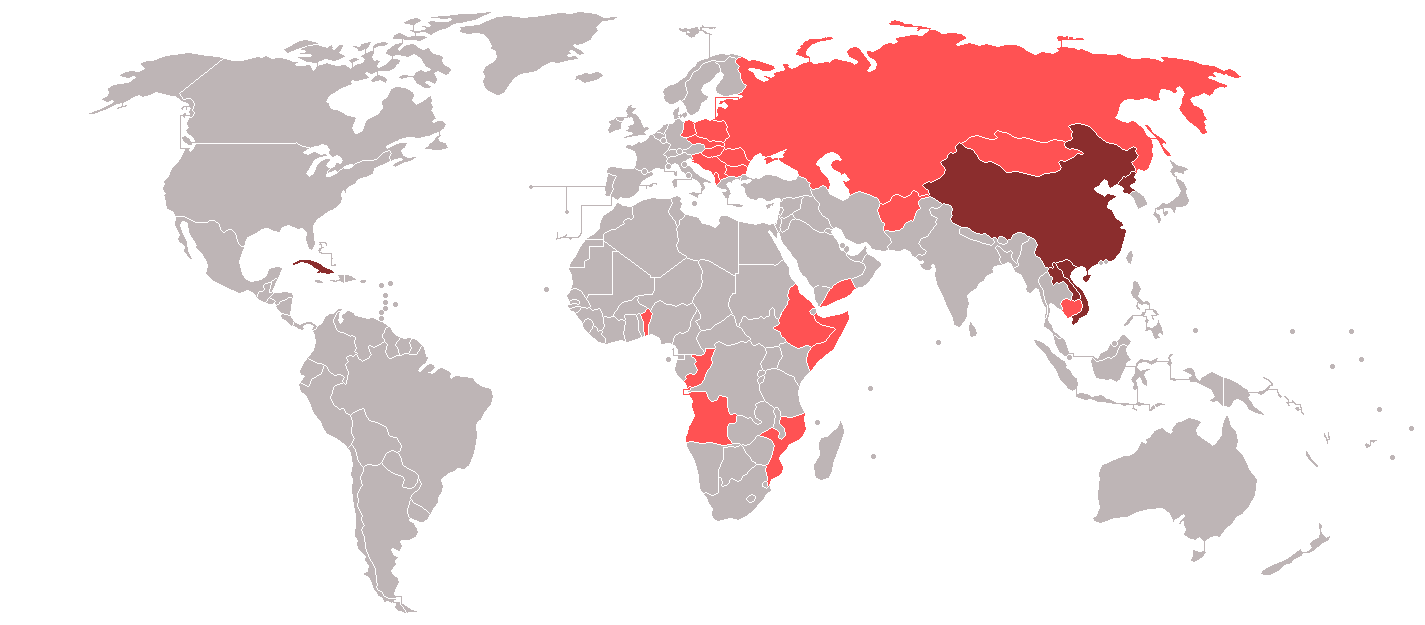
Mapa dos regimes comunistas atuais e anteriores
Atuais
Antigos

 Crimes contra a humanidade sob regimes comunistas ocorreram sob vários regimes comunistas. Ações como deportações forçadas, massacres, tortura, desaparecimentos forçados, execuções extrajudiciais, terror, limpeza étnica, escravidão e inanição deliberada de pessoas, como durante o Holodomor e o Grande Salto Adiante, foram descritas como crimes contra a humanidade.
A Declaração de Praga sobre Consciência Europeia e Comunismo de 2008, afirmou que os crimes cometidos em nome do comunismo deveriam ser avaliados como crimes contra a humanidade. Muito poucas pessoas foram julgadas por esses crimes, embora o governo do Camboja tenha processado ex-membros do Khmer Vermelho e os governos da Estônia, Letônia e Lituânia tenham aprovado leis que levaram ao julgamento de vários perpetradores por seus crimes contra os povos bálticos. Eles foram julgados por crimes que cometeram durante a ocupação das Repúblicas Bálticas de 1940 a 1941, bem como por crimes que cometeram durante a reocupação soviética dos estados que ocorreram após a guerra. Julgamentos também foram realizados por ataques realizados pelo Comissariado do Povo para Assuntos Internos contra os Irmãos da Floresta.

## Camboja

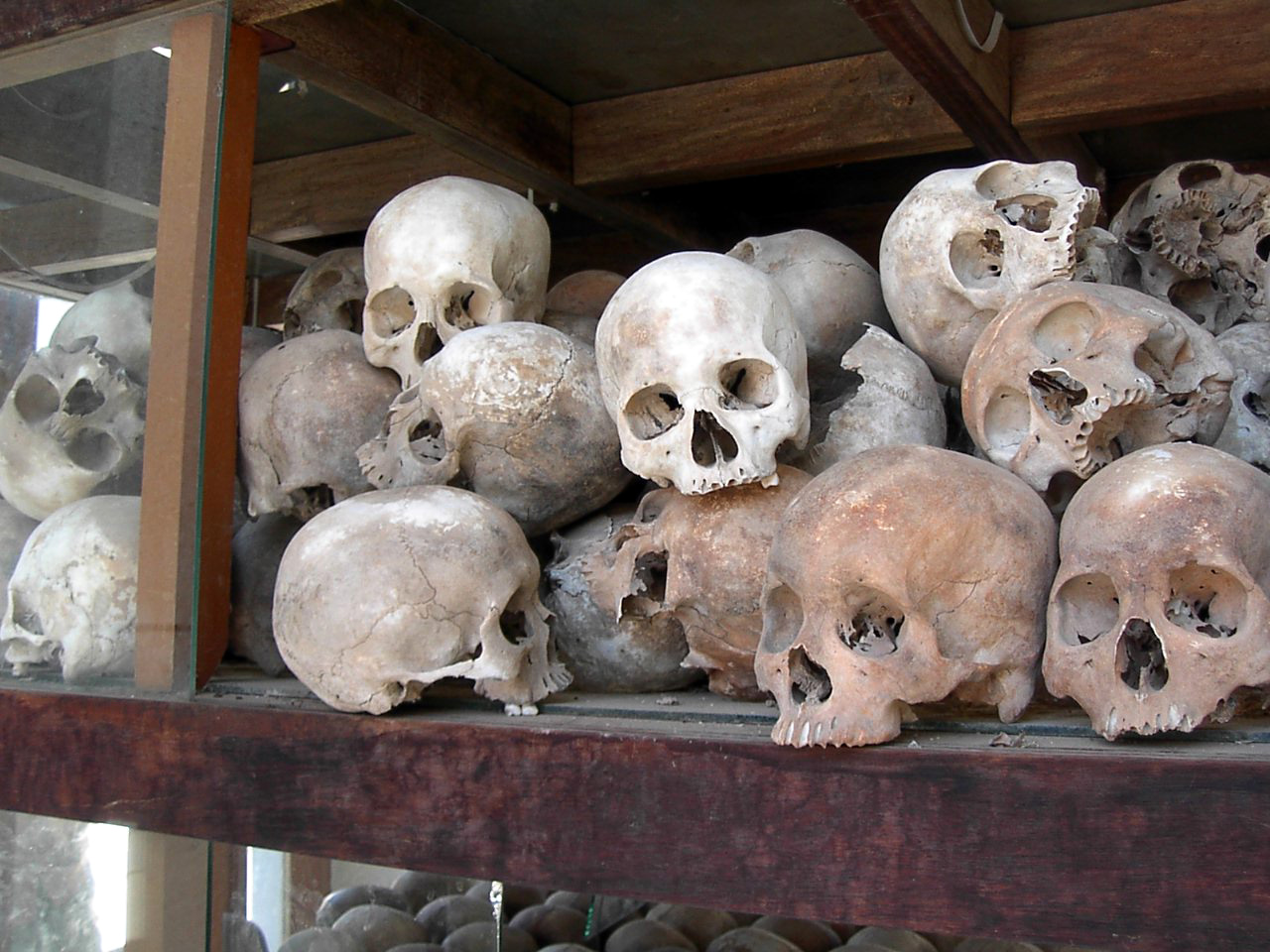
Crânios de vítimas dos Campos da Morte do Khmer Vermelho na Camboja

Há um consenso acadêmico de que o genocídio cambojano realizado pelo Khmer Vermelho sob a liderança de Pol Pot, no que ficou conhecido como os Campos da Morte foi um crime contra a humanidade. Os juristas Antoine Garapon e David Boyle, o sociólogo Michael Mann e o professor de ciência política Jacques Sémelin, acreditam que as ações do Partido Comunista do Kampuchea podem ser melhor descritas como um crime contra a humanidade ao invés de um genocídio.
Em 1997, os co-primeiros-ministros do Camboja buscaram ajuda das Nações Unidas para buscar justiça pelos crimes perpetrados pelos comunistas durante os anos de 1975 a 1979. Em junho de 1997, Pol Pot foi feito prisioneiro durante uma luta interna pelo poder dentro do Khmer Vermelho e oferecido à comunidade internacional. No entanto, nenhum país se dispôs a buscar sua extradição. As políticas promulgadas pelo Khmer Vermelho levaram à morte de um quarto da população em apenas quatro anos.

## República Popular da China

### A era de Mao Zedong
Mao Zedong era o presidente do Partido Comunista Chinês, que assumiu o controle da China em 1949 até sua morte em setembro de 1976. Durante esse tempo, ele instituiu vários esforços de reforma, os mais notáveis dos quais foram o Grande Salto Adiante e a Revolução Cultural. Em janeiro de 1958, Mao lançou o primeiro plano de cinco anos, a última parte do qual ficou conhecida como o Grande Salto Adiante. O plano pretendia acelerar a produção e a indústria pesada como um suplemento ao crescimento econômico semelhante ao modelo soviético e o fator definidor por trás das políticas marxistas chinesas de Mao. Mao passou dez meses viajando pelo país em 1958 a fim de obter apoio para o Grande Salto Adiante e inspecionar o progresso que já havia sido feito. O que isso acarretou foi a humilhação, castigo público e tortura de todos os que questionaram o salto (ver: Sessão de luta). O plano de cinco anos instituiu primeiro a divisão das comunidades agrícolas em comunas. O Programa Nacional Chinês de Desenvolvimento Agrícola (NPAD) começou a acelerar seus planos de elaboração para a produção industrial e agrícola dos países. Os planos de esboço foram inicialmente bem-sucedidos, pois o Grande Salto Adiante dividiu a força de trabalho chinesa e a produção disparou brevemente.
Por fim, os planejadores desenvolveram metas ainda mais ambiciosas, como substituir os planos preliminares para 1962 pelos de 1967 e as indústrias desenvolveram gargalos de abastecimento, mas não conseguiram atender às demandas de crescimento. O rápido desenvolvimento industrial veio por sua vez, com um aumento das populações urbanas. Devido ao avanço da coletivização agrícola, da produção da indústria pesada e da estagnação da indústria agrícola que não acompanhou as demandas de crescimento populacional em combinação com um ano (1959) de mau tempo nas áreas agrícolas, apenas 170 milhões de toneladas de grãos foram produzido, muito abaixo da quantidade real de grãos de que a população precisava. Seguiu-se a fome em massa e piorou ainda mais em 1960, quando apenas 144 milhões de toneladas de grãos foram produzidos,uma quantidade total que foi 26 milhões de toneladas inferior à quantidade total de grãos que foi produzida em 1959. O governo instituiu o racionamento, mas entre 1958 e 1962, estima-se que pelo menos 10 milhões de pessoas morreram de fome. A fome não passou despercebida e Mao estava totalmente ciente da grande fome que estava varrendo o campo, mas ao invés de tentar resolver o problema, ele culpou os contra-revolucionários que estavam "escondendo e dividindo grãos". Mao até mesmo simbolicamente decidiu se abster de comer carne em homenagem àqueles que estavam sofrendo.
Devido à fome generalizada em todo o país, houve muitos relatos de antropofagia e histórias horríveis, incluindo a de um fazendeiro de Hunan, que foi forçado a matar e comer seu próprio filho. Quando questionado sobre isso, ele disse que o fez "por misericórdia". Uma estimativa original do número final de mortos variou de 15-40 milhões. De acordo com Frank Dikötter, professor catedrático de humanidades na Universidade de Hong Kong, e autor de Mao's Great Famine, um livro que detalha o Grande Salto Adiante e as consequências da forte implementação armada da reforma econômica, o número total de pessoas mortas na fome que durou de 1958 a 1962 subiu para mais de 45 milhões. Dos que foram mortos durante a fome, 6–8% deles foram torturados primeiro e depois mortos prematuramente pelo governo, 2% deles cometeram suicídio e 5% deles morreram nos Laogai (campos de trabalho forçado) de Mao que foram construídos para manter aqueles que foram rotulados de "inimigos do povo". Em um artigo do New York Times, Dikötter também faz referência a punições severas por infrações leves, como ser enterrado vivo por roubar um punhado de grãos ou perder uma orelha e ser marcado por desenterrar uma batata. Mais acima na cadeia de comando, um presidente em uma reunião executiva em 1959 expressou apatia em relação ao sofrimento generalizado, afirmando: 
"Quando não há o suficiente para comer, as pessoas morrem de fome. É melhor deixar que metade das pessoas morram para que a outra metade coma até se fartar”.

## Coreia do Norte
Três vítimas do Kwalliso (sistema penitenciário de concentração) da Coreia do Norte tentaram sem sucesso levar Kim Jong-il à justiça com a ajuda da Coalizão de Cidadãos pelos Direitos Humanos de abduzidos e refugiados norte-coreanos. Em dezembro de 2010, eles entraram com uma ação em Haia. O grupo de ONGs Christian Solidarity Worldwide declarou que o sistema gulag norte coreano parece ser projetado especificamente para matar um grande número de pessoas que são rotuladas de inimigas ou têm uma crença política diferente.

## Romênia
Em um discurso perante o parlamento, o presidente Traian Băsescu afirmou que "o criminoso e ilegítimo ex-regime comunista cometeu violações maciças dos direitos humanos e crimes contra a humanidade, matando e perseguindo até dois milhões de pessoas entre 1945 e 1989". O discurso foi baseado no relatório de 660 páginas de uma Comissão Presidencial chefiada por Vladimir Tismăneanu, professor da Universidade de Maryland. O relatório também afirmou que "o regime exterminou pessoas pelo assassinato e deportação de centenas de milhares de pessoas" e também destacou o Experimento Pitești.
Gheorghe Boldur-Lăţescu também afirmou que o Experimento Piteşti foi um crime contra a humanidade e Dennis Deletant o descreveu como "[um] experimento de uma originalidade grotesca [...] [que] empregou técnicas de abuso psiquiátrico que foram concebidos não apenas para inculcar terror nos oponentes do regime, mas também para destruir a personalidade do indivíduo. A natureza e enormidade da experiência [...] separou a Romênia dos outros regimes do Leste Europeu".

## Iugoslávia
Dominic McGoldrick escreve que como chefe de uma ditadura "altamente centralizado e opressora", Josip Broz Tito exercia um tremendo poder na Iugoslávia, com seu governo ditatorial administrado por uma burocracia elaborada que suprimia rotineiramente os direitos humanos. As principais vítimas desta repressão eram conhecidas e alegadas stalinistas durante os primeiros anos, como Dragoslav Mihailović e Dragoljub Mićunović, mas durante os anos seguintes até mesmo alguns dos mais proeminentes colaboradores de Tito foram presos. Em 19 de novembro de 1956, Milovan Đilas, talvez o colaborador mais próximo de Tito e amplamente considerado o possível sucessor de Tito, foi preso por causa de suas críticas ao regime de Tito. A repressão não excluiu intelectuais e escritores como Venko Markovski, que foi preso e enviado para a prisão em janeiro de 1956 por escrever poemas considerados anti-Titoístas. Tito fez uma repressão sangrenta dramática e vários massacres de prisioneiros de guerra após a Segunda Guerra Mundial.
A Iugoslávia de Tito continuou sendo um estado policial rigidamente controlado. De acordo com David Mates, fora da União Soviética, a Iugoslávia tinha mais prisioneiros políticos do que todo o resto da Europa Ocidental combinado. A polícia secreta de Tito foi inspirada na KGB soviética. Seus membros estavam sempre presentes e frequentemente agiam extrajudicialmente, com as vítimas incluindo intelectuais de classe média, liberais e democratas. A Iugoslávia era signatária do Pacto Internacional dos Direitos Civis e Políticos, mas pouca consideração foi dada a algumas de suas disposições.